# Максимилијан Прица
Максимилијан Прица (Кореница, 1823 — 1873) је био истакнути правник и политичар у Хрватској и Славонији.

## Биографија
Рођен је у Кореници, гимназију је учио у Карловцу, а права у Загребу, где је и ушао у круг илираца. За време револуције 1848. године, бан Јосип Јелачић га узима за свог секретара. Учествовао је и на свесловенски конгресу у Прагу као представник Хрватске. На том конгресу био је близак радикалној струји, која се залагала за јединство словенских народа у Аустрији.
Исте идеје заступао је и као члан редакције листа „Славенски југ“, а био је и међу оснивачима друштва „Словенска лига“, које је основано у Загребу 1848. године. За време Баховог апсолутизма, повукао се из јавног живота и бавио се адвокатуром.
Заједно са Иваном Мажуранићем, грофом Јулијем Јанковићем и Иваном Кукуљевићем учествовао је у изради програма о савезу Хрватске и Угарске. Заступао је мишљење да је за Хрватску једино могуће уставно уређење у савезу са Угарском, при чему се залагао за територијалну целину Хрватске.